# U-674
Unterseeboot 674 foi um submarino alemão do Tipo VIIC, pertencente a Kriegsmarine que atuou durante a Segunda Guerra Mundial.
O U-674 esteve em operação entre os anos de 1943 e 1944, realizando neste período 3 patrulhas de guerra, nas quais não afundou nenhuma embarcação aliada.
Foi afundado por foguetes lançados por uma aeronave Swordfish (Sqdn. 842) no dia 2 de maio de 1944 , ocasionando a morte de todos os 49 tripulantes.

## Comandantes
| Comandante        | Data                                    |
| ----------------- | --------------------------------------- |
| Oblt. Harald Muhs | 15 de junho de 1943 - 2 de maio de 1944 |

## Subordinação
Durante o seu tempo de serviço, esteve subordinado às seguintes flotilhas:
| Período                                     | Flotilha                                   |
| ------------------------------------------- | ------------------------------------------ |
| 15 de junho de 1943 - 31 de janeiro de 1944 | 5. Unterseebootsflottille (treinamento)    |
| 1 de fevereiro de 1944 - 2 de maio de 1944  | 11. Unterseebootsflottille (serviço ativo) |

## Operações conjuntas de ataque
O U-674 participou das seguinte operações de ataque combinado durante a sua carreira:
- Rudeltaktik Werwolf (23 de fevereiro de 1944 - 28 de fevereiro de 1944)
- Rudeltaktik Boreas (4 de março de 1944 - 5 de março de 1944)
- Rudeltaktik Orkan (5 de março de 1944 - 10 de março de 1944)
- Rudeltaktik Hammer (10 de março de 1944 - 4 de abril de 1944)
- Rudeltaktik Donner & Keil (20 de abril de 1944 - 2 de maio de 1944)

## Coordenadas
1. ↑  em posição 70° 32' N 4° 37' E